# Garra sahilia
Garra sahilia är en fiskart som beskrevs av Krupp, 1983. Garra sahilia ingår i släktet Garra och familjen karpfiskar.

## Underarter
Arten delas in i följande underarter:
- G. s. sahilia
- G. s. gharbia